# Платформа (геология)
Платфо́рма — крупный островной относительно устойчивый участок континентальной земной коры, характеризующийся относительно спокойным тектоническим режимом.

## Описание
Размеры платформ достигают тысяч километров в поперечнике, а их площадь измеряется миллионами квадратных километров.
Они занимают около 45% поверхности материков.

## Строение платформ
В пределах платформ земная кора достигает мощности 30-40 км, а литосфера — 150—200 км (возможно до 400 км). Обычно выделяют два структурных этажа платформ:
- Кристаллический фундамент[англ.] — нижний, более древний этаж. Он состоит из сильно дислоцированных и метаморфизованных пород.

- Платформенный чехол — верхний, более молодой структурный этаж. Он представляет собой полого залегающую, иногда слабонарушенную толщу. Как правило, чехол сложен неметаморфизованными осадочными горными породами. Из магматических пород чаще всего встречаются траппы, иногда в основании чехла присутствуют вулканиты кислого состава.

Обычно платформенный чехол и фундамент разделены границей резкого регионального несогласия. Иногда между ними присутствует промежуточный структурный этаж и граница между разными ярусами является менее отчётливой.
Те участки платформ, где развит платформенный чехол, то есть присутствуют оба структурных этажа, называются плитами. Однако есть и участки, где чехол отсутствует и фундамент выходит на поверхность. Наиболее крупные из них называют щитами, а более мелкие массивами и выступами.

## Классификация платформ
В зависимости от возраста фундамента выделяют:
- Древние платформы (кратоны) с докембрийским кристаллическим фундаментом. Платформы данного типа занимают около 40% от общей площади континентов и формируют древнейшие «ядра» материков.
- Молодые платформы с фанерозойским фундаментом. Для них характерно наличие промежуточного структурного этажа. Молодые платформы занимают около 5% площади континентов и располагаются между древними платформами либо у них на периферии.